# 岡山市立角山小学校
岡山市立角山小学校（おかやましりつ つのやましょうがっこう）は、岡山県岡山市東区才崎にある公立小学校。

## 沿革
- 1874年 - 開校[1]。
- 1876年 - 竹原小学校に改称。
- 1889年 - 尋常竹原小学校に改称。その後、角山村となったため尋常角山小学校に改称。
- 1892年 - 角山尋常小学校に改称。
- 1941年 - 角山国民学校に改称。
- 1949年 - 角山村立角山小学校に改称。
- 1953年 - 上道町立角山小学校に改称。
- 1974年 - 現在の名前に改名。
- 2011年 - 岡山市小規模特認校に指定される。

## 主な進学先
- 岡山市立上道中学校

## 通学区域が隣接している学校
- 岡山市立御休小学校
- 岡山市立平島小学校
- 岡山市立浮田小学校
- 岡山市立古都小学校
- 岡山市立雄神小学校
- 瀬戸内市立今城小学校
- 瀬戸内市立邑久小学校
- 瀬戸内市立行幸小学校